# 25 августа
25 августа — 237-й день года (238-й в високосные годы) по григорианскому календарю.
До конца года остаётся 128 дней.
До 15 октября 1582 года — 25 августа по юлианскому календарю, с 15 октября 1582 года — 25 августа по григорианскому календарю.
В XX и XXI веках соответствует 12 августа по юлианскому календарю.

## Праздники и памятные дни

### Национальные
- Бразилия — День солдата
- Уругвай — День независимости

### Религиозные
- Католицизм:
  - св. Людовик Французский, исповедник (ум. 1270);
  - св. Иосиф де Каласанс, основатель ордена пиаристов (ум. 1648);
  - св. Фома де Контело, епископ (ум. 1282);
  - св. Григорий, аббат (ум. 775).
- Православие[2][3]:
  - память мучеников Фотия и Аникиты и многих с ними (305—306)[4];
  - память священномученика Александра, епископа Команского (III в.)[5];
  - память мучеников Памфила и Капитона;
  - память преподобномучеников Белогорских: Варлаама (Коноплёва), архимандрита, Антония (Арапова), игумена, Сергия (Вершинина), Илии (Попова), Вячеслава (Косожилина), Иоасафа (Сабанцева), Иоанна (Новосёлова), иеромонахов, Виссариона (Окулова), Михея (Подкорытова), Матфея (Банникова), Евфимия (Короткова), иеродиаконов, Варнавы (Надеждина), монаха, Гермогена (Боярышнева), Аркадия (Носкова), Евфимия (Шаршилова), иноков, Маркелла (Шаврина), Иоанна (Ротнова), монахов, Сергия (Саматова), инока, Димитрия Созинова, Саввы Колмогорова, Иакова Старцева, Петра Рочева, Иакова Данилова, Александра Арапова, Феодора Белкина, Алексия Короткова и Петра, послушников (1918);
  - память священномученика Василия Инфантьева, пресвитера (1918);
  - память священномучеников Леонида Бирюковича, Иоанна Никольского и Николая Доброумова, пресвитеров (1937).

## События
См. также: Категория:События 25 августа

### До XVIII века
- 325 — торжественное закрытие Никейского собора.
- 357 — римские войска разгромили племена алеманнов у Страсбурга, отбросив их обратно за Рейн.
- 1388 — победа Эберхарда II, графа Вюртемберга над Швабским союзом в битве при Деффингене[6].
- 1580 — испанцы взяли Лиссабон, присоединив Португалию к Испании.
- 1604 — Лжедмитрий I с войском польских наёмников начал поход на Москву.
- 1609 — Галилео Галилей демонстрирует Большому совету и дожу Венеции новое устройство — телескоп.

### XVIII век
- 1710 — русские войска вынудили капитулировать шведский гарнизон в крепости Пярну.
- 1718 — французами в Северной Америке основан Новый Орлеан.
- 1753 — французский естествоиспытатель Жорж де Бюффон представил Академии монументальный труд «Естественная история».
- 1758 — у деревни Цорндорф 25-тысячная прусская армия Фридриха II встретилась с 40-тысячной русской армией. Перед сражением генерал В. В. Фермор скрылся в лесах, оставив русскую армию без командования. После напряжённой битвы, продолжавшейся весь день, русская армия осталась на поле боя, но впоследствии была вынуждена снять осаду Кюстрина. Прусская армия понесла огромные потери, особенно среди гвардейских частей. Последствия Цорндофского сражения сказались на военной кампании следующего, 1759 года.
- 1774 — открылся Первый провинциальный конгресс Северной Каролины.
- 1784 — полёт первого шотландского аэронавта Джеймса Титлера (James Titler) на самодельном монгольфьере. Аэростат стартовал из городского сада Хериот и поднялся на высоту около 150 метров.
- 1793 — революционные французские войска взяли город Марсель.

### XIX век
- 1805
  - В Богенхаузене Наполеон заключил союз с Баварией.
  - Русская армия под командованием Кутузова выступила из Радзивилова в Австрию для совместных действий против Наполеона.
- 1810 — англичанин Питер Дюранд запатентовал процесс консервации продуктов в жестяных банках[7].
- 1825 — Уругвай провозгласил свою независимость от Бразилии.
- 1830 — в Брюсселе началось восстание против голландцев.
- 1833 — русская экспедиция Петра Пахтусова впервые исследовала Маточкин Шар (Новая Земля).
- 1835 — в США вызвала всеобщее изумление публикация газеты «Нью-Йорк Сан» о том, что на Луне обнаружены растения.
- 1837 — правительство США отказалось принять в состав Штатов Техас.
- 1875 — Мэттью Уэбб[англ.] стал первым человеком, вплавь преодолевшим Ла-Манш.
- 1887 — Владимир Ульянов (Ленин) поступил в Казанский университет.

### XX век
- 1905 — восемь матросов русского мятежного броненосца «Потёмкин» приговорены к смертной казни.
- 1906 — совершена попытка покушения на главу русского правительства П. А. Столыпина — в его доме на Аптекарском острове устроен взрыв. Пострадало более 100 человек, включая дочерей Столыпина. 27 человек погибли на месте, 33 — тяжело ранены, многие из которых потом скончались.
- 1912 — в Китае основана партия Гоминьдан («партия народного государства»).
- 1915
  - Немецкие войска захватили Брест-Литовск.
  - Спикер Госдумы России М. В. Родзянко призвал императора Николая II отказаться от идеи возглавить русскую армию.
- 1916 — русские войска форсировали Дунай и вторглись на территорию Болгарии.
- 1919 — открылся первый в мире регулярный международный авиационный маршрут Лондон — Париж.
- 1920 — Польша одержала победу в Варшавской битве в рамках Советско-польской войны.
- 1921 — США подписали мирный договор с Германией.
- 1928 — Албания провозглашена королевством.
- 1929 — вылетевший из Токио дирижабль «Граф Цеппелин» прибывает в Сан-Франциско.
- 1930
  - Свержение президента Аугусто Легии в Перу.
  - Экспедиция полярников на ледокольном пароходе «Георгий Седов» открыла западные берега Северной Земли.
- 1933 — Канада, США, СССР, Австралия и Аргентина подписали Соглашение о зерне с целью увеличения и последующей стабилизации мировых цен на этот продукт.
- 1936 — на дорогу Union Pacific с завода ALCO прибыл первый паровоз Challenger — самый большой паровоз на то время.
- 1937 — первый полёт самолёта АНТ-51.
- 1938 — теракт в Джанине, совершённый британцами в ответ на убийство колониального чиновника.
- 1939 — Великобритания и Польша подписали Акт о военном сотрудничестве.
- 1940 — англичане совершили первый авианалёт на Берлин.
- 1941
  - После упорной обороны Днепропетровска гитлеровским войскам удалось взять город.
  - Советские и английские войска вторглись в Иран.
- 1942
  - Нацистами уничтожено гетто в Коссово.
  - Нацистами уничтожено гетто в Меречевщине.
  - Началась битва за залив Милн, более известная, как операция «RE».
- 1944
  - В Берлине казнены участники антифашистского подполья легиона «Идель-Урал», в том числе Гайнан Курмашев и Муса Джалиль.
  - Войска союзников освободили Париж.
- 1945 — Августовская революция во Вьетнаме: император Бао Дай отрёкся от престола[8].
- 1949
  - В Москве началась Первая Всесоюзная конференция сторонников мира.
  - Открылась Вторая сессия СЭВ (в составе СССР, Болгарии, Венгрии, Польши, Румынии и Чехословакии; до 27 августа).
- 1950 — на экранах Японии появился фильм Акиро Куросава «Расёмон» с Тосиро Мифунэ в главной роли. В следующем году фильм завоевал Главный приз на кинофестивале в Венеции и принёс мировую славу его создателям.
- 1956
  - Историк Андерс Франсен[англ.] обнаружил в акватории Стокгольма затонувший в 1628 году корабль «Ваза».
  - На Адмиралтейском заводе в Ленинграде заложен первый в мире атомный ледокол «Ленин».
- 1957 — из Горького в Казань отправился первый советский корабль на подводных крыльях «Ракета».
- 1960
  - В Риме начались XVII Олимпийские игры.
  - СССР осудил догматизм курса китайского лидера Мао Цзэдуна.
- 1964 — диссидент Пётр Григоренко лишён звания генерал-майора.
- 1967 — между Кремлём и резиденцией премьер-министра в Лондоне установлена линия прямой связи.
- 1968 — восемь диссидентов провели на Красной площади демонстрацию против введения советских войск в Чехословакию.
- 1969 — на совещании Лиги арабских государств в Каире принят план священной войны арабов против Израиля.
- 1972 — Китай впервые воспользовался правом вето в ООН, проголосовав против вступления Бангладеш в Организацию.
- 1973 — сделан первый снимок томографом.
- 1974 — состоялась выставка Александра Попова на Гоголевском бульваре, которая положила начало новому типу уличных выставок-акций, ставших неотъемлемой частью культуры 70-х годов.
- 1978 — в Испании отменена смертная казнь в мирное время.
- 1983 — СССР подписал договор о покупке в США зерна на 10 млрд долларов.
- 1987 — принят Указ Президиума Верховного Совета СССР о проверке на СПИД, предполагавший наказание за заражение и высылку из страны инфицированных иностранцев.
- 1988 — в сильном пожаре выгорела центральная часть Лиссабона.
- 1989 — американский космический зонд «Вояджер» передал снимки планеты Нептун на Землю.
- 1990 — Верховный Совет Абхазии провозгласил независимость Абхазии от Грузии.
- 1991
  - Декларация о государственном суверенитете Республики Беларусь получила статус конституционного закона[9].
  - Имущество КПСС в России объявлено государственной собственностью.
- 1997 — учреждён телеканал «Культура».

### XXI век
- 2006 — в результате пожара обрушился главный купол Троицкого собора Санкт-Петербурга.
- 2014 — украинский батальон «Азов» покинул территорию Иловайска.
- 2020 — закрыт московский троллейбус (за исключением музейного маршрута Т).

## Родились
См. также: Категория:Родившиеся 25 августа

### До XVIII века
- 1530 — Иван IV Васильевич Грозный (ум. 1584), первый русский царь (1547—1575 и с 1576).
- 1666 — Андрей Матвеев (ум. 1728), русский государственный деятель, дипломат, сподвижник Петра I.

### XVIII век
- 1724 — Джордж Стаббс (ум. 1806), английский художник и учёный-биолог.
- 1744 — Иоганн фон Гердер (ум. 1803), немецкий философ, теолог, поэт.
- 1767
  - Максим Власов (ум. 1848), русский военачальник, генерал от кавалерии, наказной атаман войска Донского.
  - Луи Антуан Сен-Жюст (казнён в 1794), деятель Великой Французской революции.
- 1786 — Людвиг I (ум. 1868), король Баварии (1825—1848).
- 1793 — Мартин Генрих Ратке (ум. 1860), немецкий анатом и эмбриолог.

### XIX век
- 1812 — Николай Зинин (ум. 1880), русский химик-органик, академик Петербургской академии наук.
- 1819 — Алан Пинкертон (ум. 1884), американский сыщик, основатель первого в мире детективного агентства.
- 1836 — Брет Гарт (ум. 1902), американский писатель-прозаик и поэт.
- 1841 — Эмиль Теодор Кохер (ум. 1917), швейцарский хирург, лауреат Нобелевской премии (1909).
- 1845 — Людвиг II (погиб в 1886), король Баварии (1864—1886).
- 1850
  - Павел Аксельрод (ум. 1928), российский политический деятель, социал-демократ.
  - Шарль Рише (ум. 1935), французский иммунолог и физиолог, лауреат Нобелевской премии (1913).
- 1878 — Александр Матвеев (ум. 1960), русский советский скульптор, искусствовед, педагог.
- 1879 — Александр Родзянко (ум. 1970), генерал-лейтенант, один из руководителей Белого движения на Северо-Западе России.
- 1889 — Дмитрий Наливкин (ум. 1982), советский геолог и палеонтолог, академик АН СССР, Герой Социалистического Труда.
- 1893 — Максим Михайлов (ум. 1971), певец (бас), народный артист СССР, солист Большого театра.
- 1899 — Пётр Васильев (ум. 1975), русский советский живописец и график.
- 1900 — Ханс Адольф Кребс (ум. 1981), немецко-английский биохимик, лауреат Нобелевской премии (1953).

### XX век
- 1903 — Арпад Эло (ум. 1992), американский профессор, разработавший систему индивидуальных коэффициентов шахматистов — рейтинг Эло.
- 1908
  - Алоис Вашатко (погиб в 1942), чехословацкий лётчик-ас, участник битв за Францию и Британию во Второй мировой войне.
  - Александр Расплетин (ум. 1967), советский учёный-радиотехник, академик АН СССР, Герой Социалистического Труда.
  - Леонид Эстрин (ум. 1972), советский кинорежиссёр.
- 1909 — Юрий Кольцов (настоящая фамилия Розенштраух; ум. 1970), актёр театра, кино и телевидения, народный артист РСФСР.
- 1912 — Эрих Хонеккер (ум. 1994), последний руководитель ГДР (1971—1989).
- 1916 — Фредерик Чапмен Роббинс (ум. 2003), американский вирусолог, лауреат Нобелевской премии (1972).
- 1918
  - Леонард Бернстайн (ум. 1990), американский композитор, пианист и дирижёр.
  - Александр Ганичев (ум. 1983), советский инженер, разработчик вооружения, в том числе реактивных систем залпового огня «Град», «Ураган», «Смерч».
- 1921 — Брайан Мур (ум. 1999), североирландский писатель («Католики», «Жена доктора» и др.), сценарист.
- 1924
  - Павло Загребельный (ум. 2009), украинский советский писатель.
  - Ясудзо Масумура (ум. 1986), японский кинорежиссёр и сценарист.
  - Юхан Аллан Эдвалль (ум. 1997), шведский актёр, певец, композитор, кинорежиссёр.
- 1927 — Алтея Гибсон (ум. 2003), американская теннисистка, первая чернокожая победительница турниров Большого шлема.
- 1928 — Герберт Крёмер (ум. 2024), немецкий физик, лауреат Нобелевской премии (2000).
- 1930
  - Георгий Данелия (ум. 2019), кинорежиссёр, сценарист, актёр, народный артист СССР.
  - сэр Шон Коннери (ум. 2020), британский и американский актёр театра и кино, продюсер, лауреат премии «Оскар» и др. наград.
- 1931 — Феликс Соболев (ум. 1984), советский режиссёр документального кино.
- 1933 — Уэйн Шортер (ум. 2023), американский джазовый саксофонист и композитор.
- 1938 — Фредерик Форсайт (ум. 2025), английский писатель.
- 1941 — Марио Корсо (ум. 2020), итальянский футболист и тренер.
- 1942 — Маргарита Терехова, советская и российская актриса, режиссёр, народная артистка РФ.
- 1944
  - Сергей Соловьёв (ум. 2021), советский и российский кинорежиссёр, сценарист, продюсер, народный артист РФ.
  - Энтони Хилд, американский актёр.
- 1945 — Марина Костенецкая, латвийская писательница-публицист и журналистка.
- 1947 — Энн Арчер, американская актриса.
- 1949
  - Николай Коняев (ум. 2018), русский писатель.
  - Джин Симмонс (настоящее имя Хаим Виц), вокалист, бас-гитарист и автор песен американской рок-группы «Kiss».
  - Джон Сэвидж, американский актёр.
- 1951
  - Татьяна Клюева (Гагина), советская киноактриса («Варвара-краса, длинная коса»).
  - Роб Хэлфорд, вокалист и автор песен рок-группы Judas Priest.
- 1952 — Курбан Бердыев, советский футболист, туркменский и российский футбольный тренер.
- 1954 — Элвис Костелло (наст. имя Деклан Патрик Макманус), британский рок- и поп-певец, композитор.
- 1956 — Хенри Тойвонен (погиб 1986), финский раллийный автогонщик.
- 1958 — Тим Бёртон, американский кинорежиссёр, продюсер, мультипликатор.
- 1961
  - Сергей Крылов, российский певец, шоумен и актёр.
  - Билли Рэй Сайрус, американский актёр и музыкант, исполнитель кантри.
  - Элли Уокер, американская актриса.
- 1970 — Клаудиа Шиффер, немецкая топ-модель, актриса, общественный деятель.
- 1975
  - Мишель Будуан, канадская актриса.
  - Петрия Томас, австралийская пловчиха, трёхкратная олимпийская чемпионка.
- 1976 — Александр Скарсгард, шведский актёр, режиссёр, сценарист, лауреат премий «Золотой глобус» и «Эмми».
- 1981 — Рэйчел Билсон, американская актриса.
- 1987 — Блейк Лайвли, американская актриса и фотомодель.
- 1992
  - Анджелика Мэнди, британская киноактриса («Гарри Поттер и Кубок огня» и «Гарри Поттер и Дары Смерти»).
  - Рикардо Родригес, швейцарский футболист.
- 1998 — Чайна Энн Макклейн, американская актриса, певица и автор песен.

## Скончались
См. также: Категория:Умершие 25 августа

### До XIX века
- 383 — убит Грациан (р. 359), император западной части Римской империи (375—383).
- 1227 — Чингисхан (р. 1155), основатель и первый великий хан Монгольской империи (1206—1227).
- 1270 — Людовик IX (р. 1214), король Франции (1226—1270).
- 1482 — Маргарита Анжуйская (р. 1430), королева-консорт Англии при Генрихе VI (1445—1461 и 1470—1471).
- 1556 — Давид Иориссон (р. 1501), художник и антибаптист скрывавшийся под именем Иоанн фон Брюгге[10].
- 1699 — Кристиан V (р. 1646), король Дании (1670—1699).
- 1776 — Дэвид Юм (р. 1711), шотландский философ, историк, экономист («Мораль и политика», «История Англии» и др.).

### XIX век
- 1807
  - Францишек Дионизы Князьнин (р. 1750), польский и белорусский поэт, драматург, переводчик.
  - Жан Порталис (р. 1746), французский юрист и государственный деятель, составитель Кодекса Наполеона.
- 1822 — Уильям Гершель (р. 1738), английский астроном, оптик и композитор.
- 1867 — Майкл Фарадей (р. 1791), английский физик и химик, открывший электромагнитную индукцию, создатель генератора.
- 1873 — граф Евстафий Тышкевич (р. 1814), литовский и белорусский археолог, историк, этнограф, коллекционер.
- 1882 — Фридрих Крейцвальд (р. 1803), писатель, фольклорист, просветитель, зачинатель эстонской литературы.
- 1900
  - Курода Киётака (р. 1840), японский государственный деятель, второй премьер-министр Японии (1888—1889).
  - Фридрих Ницше (р. 1844), немецкий философ («Так говорил Заратустра», «Воля к власти», «По ту сторону добр и зла» и др.).
  - Павел Шейн (р. 1826), русский и белорусский этнограф, лингвист, фольклорист.

### XX век
- 1902 — Авксентий Цагарели (р. 1857), грузинский драматург, режиссёр и актёр.
- 1904 — Анри Фантен-Латур (р. 1836), французский художник и литограф.
- 1908 — Антуан Анри Беккерель (р. 1852), французский физик, один из первооткрывателей радиоактивности, лауреат Нобелевской премии (1903).
- 1925 — Франц Конрад фон Хётцендорф (р. 1852), австро-венгерский генерал-фельдмаршал, военный теоретик.
- 1927 — расстрелян атаман Борис Анненков (р. 1889), российский военачальник, генерал-лейтенант, командующий Отдельной Семиреченской армией во время Гражданской войны.
- 1936
  - расстреляны Григорий Зиновьев и Лев Каменев, советские политические деятели (оба — р. 1883).
  - Сергей Каменев (р. 1881), советский военный деятель, командарм 1-го ранга.
- 1938 — Александр Куприн (р. 1870), русский писатель.
- 1944 — казнены:
  - Абдулла Алиш (р. 1908), татарский советский писатель, антифашист;
  - Муса Джалиль (р. 1906), татарский советский поэт, Герой Советского Союза (посмертно).
- 1944 — погиб Николай Гефт (р. 1911), советский разведчик.
- 1950 — расстрелян Павел Понеделин (р. 1893), советский военачальник, один из генералов, попавший в плен к немцам во время ВОВ в ходе сражения под Уманью.
- 1956 — Альфред Кинси (р. 1894), американский энтомолог и зоолог, зачинатель сексологии.
- 1965 — Джон Хейз (р. 1886), американский легкоатлет, олимпийский чемпион (1908).
- 1967
  - Пол Муни (при рожд. Мешилем Мейер Вайзенфройнд; р. 1895), американский актёр, обладатель «Оскара».
  - Джордж Линкольн Рокуэлл (р. 1918), основатель Американской нацистской партии.
- 1970 — Василий Топорков (р. 1889), актёр театра и кино, народный артист СССР.
- 1975 — Лидия Фотиева (р. 1881), русская революционерка, в 1918—1924 гг. личный секретарь В. И. Ленина.
- 1976 — Эйвинд Юнсон (р. 1900), шведский писатель, классик шведской пролетарской литературы.
- 1984
  - Трумен Капоте (при рожд. Трумен Стрекфус Персонс; р. 1924), американский писатель.
  - Виктор Чукарин (р. 1921), советский гимнаст, 7-кратный олимпийский чемпион, трёхкратный чемпион мира.
- 1985 — погибла Саманта Смит (р. 1972), американская школьница — посол доброй воли США.
- 1989
  - Роман Палестер (р. 1907), польский композитор.
  - Ян Френкель (р. 1920), советский композитор-песенник, певец, музыкант, актёр, народный артист СССР.
- 2000
  - Карл Баркс (р. 1901), американский художник-иллюстратор, автор комиксов.
  - Джек Ницше (р. 1937), американский кинокомпозитор, лауреат премии «Оскар».
  - Валерий Приёмыхов (р. 1943), советский и российский актёр, кинорежиссёр, сценарист, писатель.

### XXI век
- 2001
  - погибла Алия (Алия Дана Хотон; р. 1979), американская певица, актриса и модель.
  - Филипп Леотар (р. 1940), французский актёр театра и кино, певец и поэт.
- 2009 — Эдвард Кеннеди (р. 1932), американский сенатор, младший брат Джона и Роберта Кеннеди.
- 2012 — Нил Армстронг (р. 1930), американский астронавт, первый человек, ступивший на Луну.
- 2013 — Жилмар (Жилмар дос Сантос Невес; р. 1930), бразильский футболист, вратарь, двукратный чемпион мира (1958, 1962).
- 2016 — Джеймс Уотсон Кронин (р. 1931), американский физик-экспериментатор, лауреат Нобелевской премии (1980).
- 2018 — Джон Маккейн (р. 1936), американский политик и государственный деятель, сенатор от штата Аризона.
- 2023 — Сергей Филатов (р. 1936), российский государственный, политический и общественный деятель, руководитель Администрации президента Российской Федерации.
- 2024 — Селим Хосс (р. 1929), ливанский политик, премьер-министр Ливана (1976—1980, 1987—1990, 1998—2000), и.о. президента Ливана (1989).

## Приметы
День Святого огня. Никита. Фотя-поветенный.
- Ранний иней в это время предвещает хороший урожай озимых на следующий год.
- Если в этот день дождливо — «бабье лето» будет коротко, тёплая и ясная погода — будет много белых грибов[11].
- Фотя-Поветенный хозяину покоя не даёт — на поветь зовёт.
- Поспевает черёмуха.